# Корсунов, Николай Фёдорович

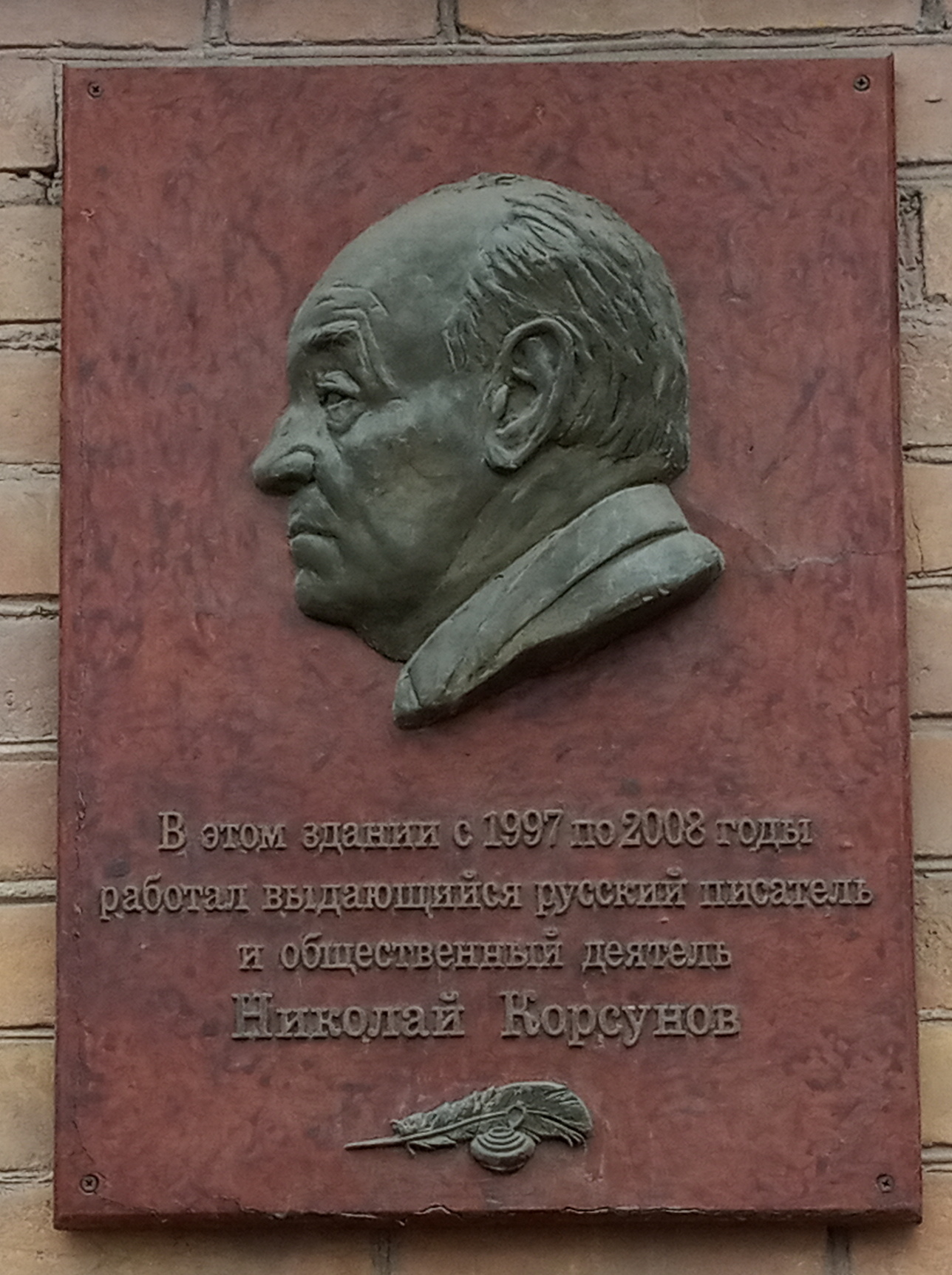
Мемормиальная доска в Оренбурге

Корсунов, Николай Фёдорович (20 декабря 1927, посёлок Красноармейск Уральской (ныне Западно-Казахстанской) области — 18 января 2009, Оренбург, Россия) — русский советский писатель и журналист, заслуженный работник культуры Российской Федерации, член Союза писателей СССР, секретарь Союза писателей России.
Автор романов «Где вязель сплелась», «Без свидетелей», «Высшая мера», «Лобное место».
По инициативе Н. Ф. Корсунова был создан Мемориальный музей М. А. Шолохова в Западном Казахстане, в селе Дарьинское Западно-Казахстанской области, где М. А. Шолохов многократно бывал, начиная с 1942 года.